# Tricharina ascophanoides
Tricharina ascophanoides är en svampart som först beskrevs av Jean Louis Emile Boudier, och fick sitt nu gällande namn av Chin S. Yang & Korf 1985. Tricharina ascophanoides ingår i släktet Tricharina och familjen Pyronemataceae.  Arten är reproducerande i Sverige. Inga underarter finns listade i Catalogue of Life.